# 李璟
南唐元宗李璟（916年—961年9月12日），字伯玉，原稱徐景通、徐瑶，南唐建立後，復本姓李，改名璟。對後周稱臣後，又為避後周信祖諱，而改名景，徐州人，南唐烈祖長子。李璟是五代十国时期南唐第2任君主，因此也被称为中主、嗣主。
李璟的书法頗佳，词亦有名，與其子李煜並稱「南唐二主」。其詞“细雨梦回鸡塞远，小楼吹彻玉笙寒。”“青鸟不传云外信，丁香空结雨中愁。”等皆为流芳千古的名句，其作品被收录入《南唐二主词》中。

## 生平
徐知诰掌握吴国大权时，出镇金陵，而由徐景通留在朝中主政。后徐景通改名徐瑶。徐知诰改名李昪建立南唐，徐瑶也改名李瑶。
昇元七年（943年）李昪過世，李瑶继位，改名李璟，改元保大。
李璟即位后，改变父皇李昪保守的政策，开始大规模对外用兵，消滅因繼承人爭位而內亂的马楚及闽国，他在位的大部分时間，南唐疆土最大。
李璟一心想著建功立業，但沒有治世之才。過度好大喜功的他忤逆父皇遺命，下旨罷黜先皇時期的元老重臣，反而任用五個專事諂媚和自己興趣相投的佞臣——馮延巳、馮延魯、魏岑、陳覺、查文徽，史稱「南唐五鬼」。這幾人阿諛奉承、結黨營私，致使南唐政治陷入一片黑暗。
李璟改變先皇保境安民的國策，不斷地侵犯周邊國家，陸續攻滅閩、楚。雖然增加七州的新土地，但隨之而來反叛鬥爭，更令南唐疲於應付。與後周的兩次戰爭，消耗南唐大量庫存軍費，南唐戰敗，也使國力顯露頹敗之勢。
李璟奢侈无度，导致政治腐败，百姓民不聊生，怨声载道。
957年后周派兵侵入南唐，占领了南唐淮南江北的大片土地，并长驱直入到长江一带，迫近金陵。李璟只好于958年向周世宗柴榮称臣，去帝號，自稱唐國主，年號由原本的“交泰”改為後周的“顯德”。
961年8月12日駕崩，时年46岁，庙号元宗，谥号为明道崇德文宣孝皇帝。

## 家庭

### 妻妾
- 光穆皇后鍾氏
- 凌氏，李从善母，北宋封吴国太夫人

### 子女
- 文獻太子 李弘冀
- 慶王 李弘茂，早亡
- （失名），早亡
- 昭平郡公 李從慶（李從度），早亡
- 南唐后主 李從嘉
- （失名）（或名李良佐）
- 南楚國公 李從善
- 江國公 李從鎰（李從益）
- 鄂國公 李從謙（李從誦）
- 文陽郡公 李從信
- 李从甫
- 太宁公主
- 永嘉公主
- 李芳仪为辽圣宗的妃嫔

## 作品
- 《浣溪沙（其一）》

菡萏香銷翠葉殘，西風愁起碧波間。還與容光共憔悴，不堪看。
細雨夢回雞塞遠，小樓吹徹玉笙寒。多少淚珠无限恨，倚阑干。
- 《浣溪沙（其二）》

手捲珠簾上玉鉤，依前春恨鎖重樓。風裡落花誰是主？思悠悠。
青鳥不傳雲外信，丁香空結雨中愁。回首綠波春色暮，接天流。
- 《遊後湖賞蓮花》

蓼花蘸水火不滅，水鳥驚鱼銀梭投。滿目荷花千萬頃，
红碧相雜敷清流。孫武已斬吳宫女，琉璃池上佳人頭。

## 影視形象

### 電視劇
| 年份   | 地區   | 作品                 | 演員   |
| 1994年 | 新加坡 | 《绝代双雄》         | 邬伟强 |
| 1996年 | 中國   | 《情剑山河》         | 许承先 |
| 2005年 | 中國   | 《问君能有几多愁》   | 吴兰辉 |
| 2015年 | 中國   | 《大宋传奇之赵匡胤》 | 苏茂   |